# Agropark
Een Agroproductiepark, of Agropark, is een doelgerichte ruimtelijke clustering van agro- en niet-agrofuncties met als doel kringlopen te sluiten door afvalstromen van de ene sector te benutten als grondstof voor de andere sector.
De benaming "Agropark" werd geïntroduceerd door InnovatieNetwerk in een studie die eind 2000 werd aangeboden aan minister Brinkhorst van LNV.  Dit concept is geïnspireerd op het gedachtegoed van de industriële ecologie. Deze term refereert aan activiteiten waarmee ondernemingen trachten door onderlinge samenwerking hun milieu-effecten reduceren. Ook wordt wel gesproken over industriële symbiose: een web van inputs, processen en afval. 
De vorming van Agroparken biedt perspectief voor het sluiten van kringlopen, het beperken van transportafstanden en het efficiënt benutten van schaarse ruimte. Ook wordt met de geografische bundeling van agro-activiteiten de versnippering en industrialisering van de groene ruimte tegengegaan. De synergie tussen verschillende sectoren heeft tevens economische voordelen. Het concept Agroparken kan op vele manieren worden ingevuld. In de studie van InnovatieNetwerk is het concept nader geconcretiseerd aan de hand van vier uiteenlopende voorbeeldontwerpen: Deltapark, Agro-specialtypark, Greenpark en Multi- park, elk gesitueerd in een bepaalde regio.
1. Deltapark: niet-grondgebonden intensieve sectoren met industriële verwerking op een bedrijventerrein in een stedelijke omgeving (Rotterdams havengebied).
2. Agro-specialtypark: grondgebonden sectoren met industriële verwerking op een bedrijventerrein in een havengebied met een agrarisch achterland (Eemshaven).
3. Greenpark: grondgebonden plantaardige en dierlijke sectoren met geconcentreerde industriële verwerking in een landelijke omgeving (Noordoostpolder).
4. Multipark: niet-grondgebonden én grondgebonden sectoren, verweven met andere functies in het landelijk gebied, zoals agro-toerisme (Gelderse Vallei).

Na de lancering van het concept Agroparken ontstond een felle discussie tussen voor- en tegenstanders, die zich concentreerde op het eerste voorbeeldontwerp, het Deltapark. Dit ontwerp combineert glastuinbouw met intensieve veehouderij (varkens, pluimvee, vissen)  in een stedelijke omgeving. De principes van industriële ecologie krijgen hierin vorm door de uitwisseling van meststoffen, organisch afval, methaan, CO2 en warmte tussen de verschillende sectoren. Effectief ruimtegebruik wordt bereikt door organiseren van de activiteiten in verschillende verdiepingen van een gebouw. Voorstanders roemden het innovatieve en integrale karakter, tegenstanders bekritiseerden het grootschalige, onverbloemd industriële karakter van landbouw en veeteelt in een Agropark en in het bijzonder de behandeling van de dieren. In de volksmond werden Agroparken al snel vereenzelvigd met dit ene - op intensieve veehouderij gerichte - ontwerp en aangeduid met de benaming "varkensflats". Door de maatschappelijke weerstand zijn ontwerpen van Agroparken, waarbij dieren in het spel zijn, niet of nauwelijks van de grond gekomen. 
Het Nieuw Gemengd Bedrijf is het eerste Agropark met intensieve veehouderij in Nederland. Daarbij gaat het in om de koppeling van dierlijke productie en de bijbehorende stofstromen. Later zal daar glastuinbouw aan worden toegevoegd. Binnen het varkens- en kippenbedrijf worden meerdere schakels in de productiekolom samengevoegd. Bij de varkens zijn dit de voerfabriek en de zeugen- en vleesvarkenshouderij en bij de kippen de houderij van ouderdieren, broederij, vleeskuikens en slachterij. Een bio-energiecentrale zal alle mest, slachtafval en andere organische stromen van het kippen- en varkensbedrijf en organische reststromen van naburige bedrijven verwerken tot nuttige grondstoffen. De geproduceerde energie en warmte worden ingezet in de eigen bedrijven; het overschot zal als groene energie worden geleverd aan naburige bedrijven en het energienetwerk. Beoogde locatie is de omgeving van Venlo. Het heeft meer dan 10 jaar geduurd voordat alle vergunningsprocedures waren doorlopen; de feitelijke bouw moet anno 2016 nog beginnen. 
Internationaal zijn Agroparken met meer enthousiasme ontvangen. Een overzicht van verschillende initiatieven en hun ontwikkeling wordt geschetst in de dissertatie Expeditie Agroparken (2009).